# Kamienica Steigertów w Łodzi
Kamienica Steigertów w Łodzi – modernistyczna kamienica położona przy ulicy Piotrkowskiej 133 w Łodzi.

## Historia
W 1910 Olga oraz Teodor Albert Seigert nabyli nieruchomość od rodziny Nippe za kwotę 73 500 rubli. W 1914 złożono projekt budowy piętrowego domu w tylnej części działki, mającego stanąć na froncie ówczesnej ul. Nowo Spacerowej 34 (dzisiaj al. Kościuszki 68).
W 1933 na działce znajdował się drewniany, parterowy budynek mieszkalny, murowana dwupiętrowa oficyna usytuowana wzdłuż północnej granicy działki, a także drewniane komórki od południowej strony. W latach 1938–39 małżonkowie Steigert wystawili na froncie Piotrkowskiej 133 czteropiętrową kamienicę, a także parterowego garażu w głębi posesji. Autorem projektu był Radosław Hans. 
W nowo wybudowanej kamienicy, w kwietniu 1939, swój sklep otworzył Hugo Schmechel, współzałożyciel znanego w Łodzi domu konfekcyjnego „Schmechel i Rosner” przy Piotrkowskiej 100a, zamkniętego w drugiej połowie lat 20.
Po zajęciu Łodzi przez wojska niemieckie budynek został przeznaczony na siedzibę Centrali „Północ-Wschód” Komisariatu Rzeszy do spraw Umacniania Niemczyzny, którego celem była germanizacja terenów podbitych. Miała tam również siedzibę Centrala Przesiedleńcza pod kierownictwem Hermanna Krumeya. Podczas okupacji adresem budynku była Adolf-Hitler Straße 133.
W 1972 nieruchomość przeszła na własność skarbu państwa.

## Charakterystyka
Kamienica składa się z czterech pięter i częściowo użytkowe poddasza, a także podpiwniczenia. Dach budynku jest dwuspadowy o niewielkim kącie nachylenia połaci. Elewacja frontowa jest czteroosiowa z bramą w osi drugiej i witrynami z wejściami do lokali użytkowych. Wyżej front jest trzyosiowy, symetryczny, z szerokim wykuszem w części środkowej. Ten natomiast charakteryzuje się pasmowym przeszkleniem jednopoziomowymi, wielodzielnymi, narożnymi oknami. Pasy podokienne wyłożone zostały płytkami klinkierowymi. W jednoosiowych strefach skrajnych z rastrowym reliefem w tynku imitującym okładzinę z kwadratowych płyt kamiennych znajdują się jednopoziomowe okna czterodzielne. W okolicy poddasza znajduje się 6 niewielkich prostokątnych okienek.
Obiekt pierwotnie posiadał na parterze trzy lokale użytkowe i mieszkanie dozorcy. Na każdej wyższej kondygnacji znajdowało się jedno luksusowe mieszkanie, natomiast na poddaszu pralnia.